# La Chimba Airport
La Chimba Airport är en flygplats i Chile.   Den ligger i provinsen Provincia de Antofagasta och regionen Región de Antofagasta, i den norra delen av landet, 1 100 km norr om huvudstaden Santiago de Chile. La Chimba Airport ligger 101 meter över havet.
Terrängen runt La Chimba Airport är kuperad åt nordost, men västerut är den platt. Havet är nära La Chimba Airport åt sydväst. Runt La Chimba Airport är det glesbefolkat, med 12 invånare per kvadratkilometer..
Trakten runt La Chimba Airport är ofruktbar med lite eller ingen växtlighet.